# 錬金術

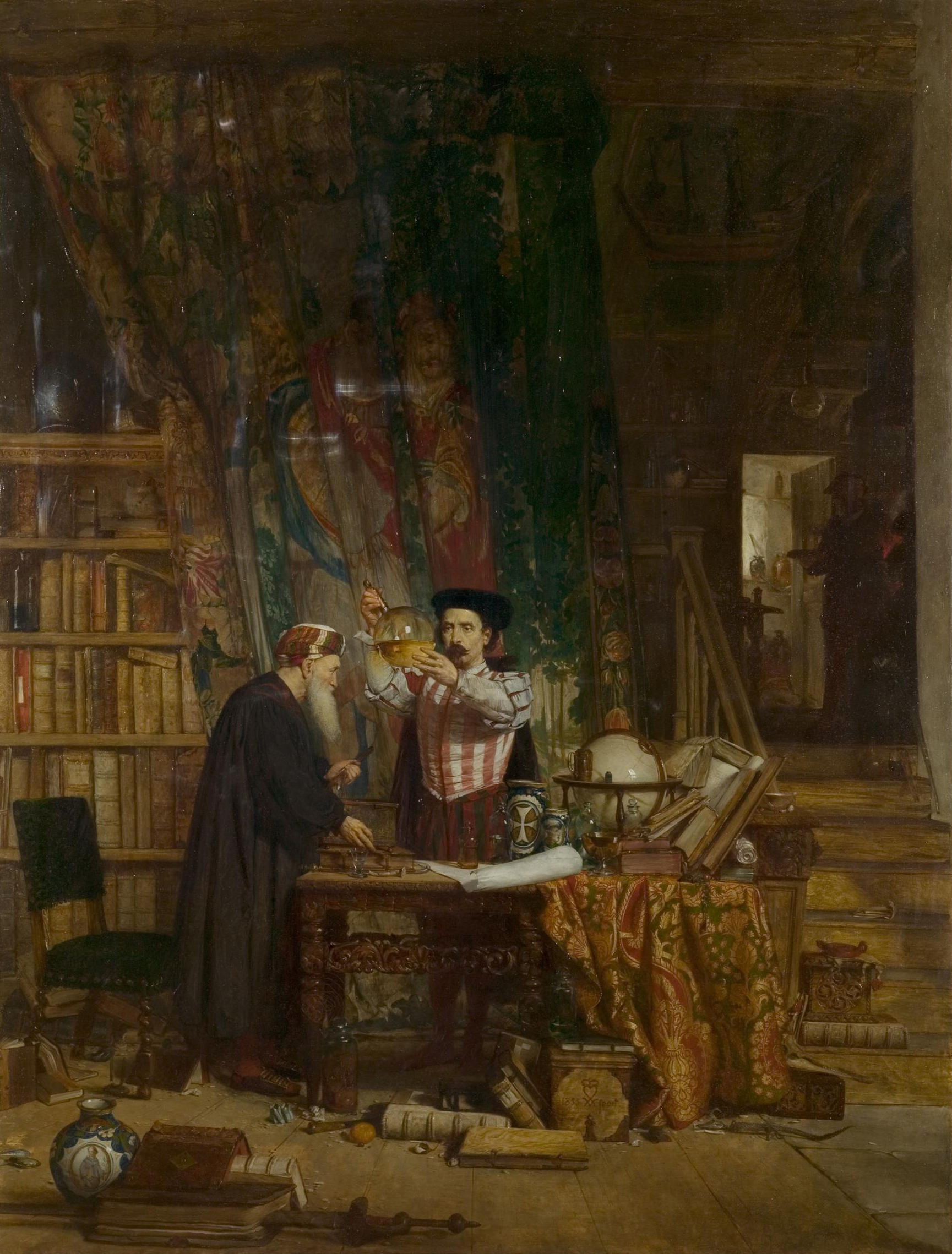
ウィリアム・フェッツ・ダグラス
作 『錬金術師』

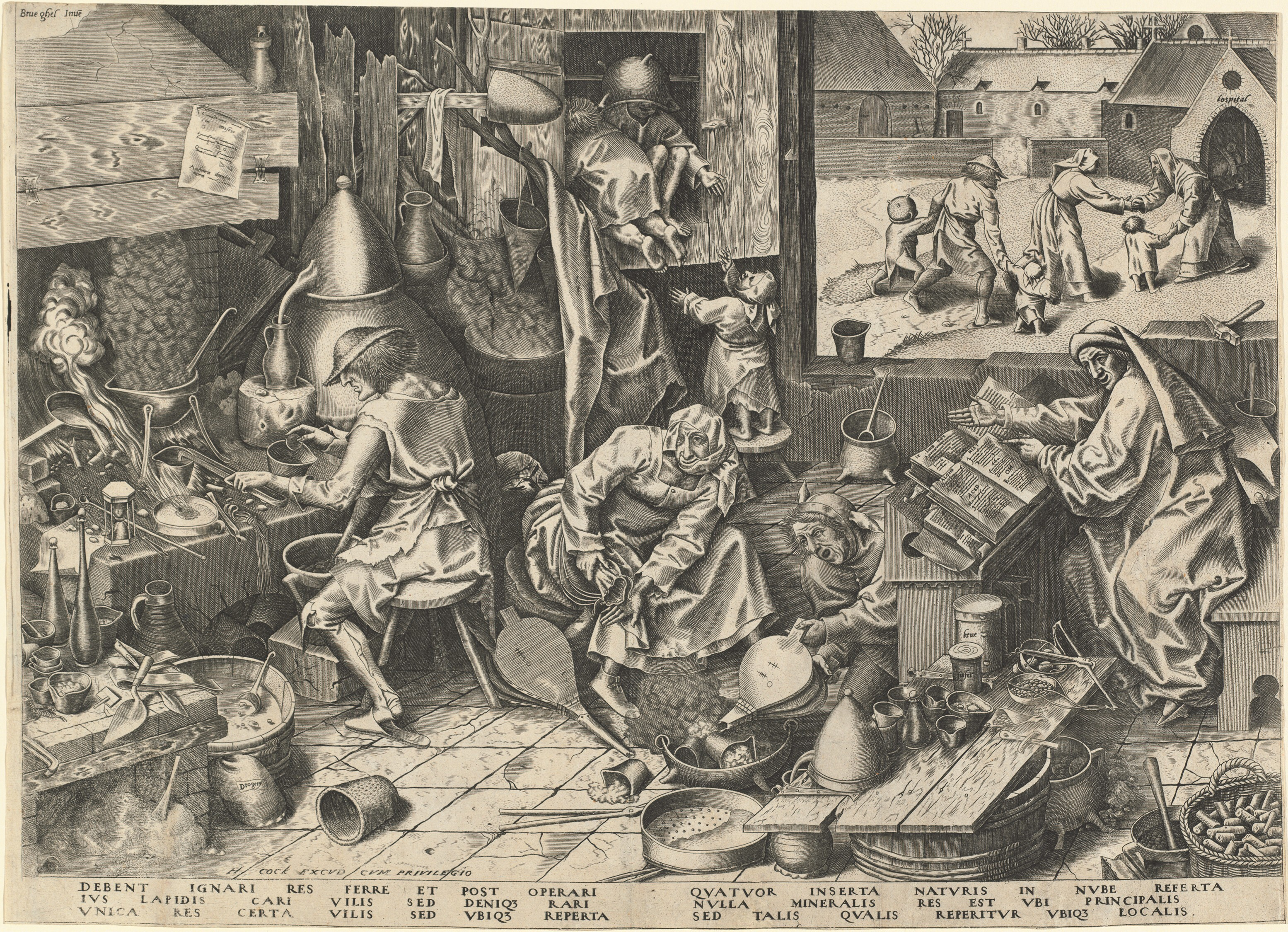
ピーテル・ブリューゲル作『錬金術師』16世紀の錬金術師の実験室。

錬金術（れんきんじゅつ、英: alchemy, hermetic art、ラテン語: alchemia, alchimia、アラビア語: خيمياء）は、最も狭義には化学的手段を用いて卑金属から貴金属（特に金）を精錬しようとする試みのこと。広義では、金属に限らず様々な物質や人間の肉体や魂をも対象として、それらをより完全な存在に錬成する試みを指す。『日本大百科全書』によれば錬金術とは、古代～中世にわたって原始的な科学の試行錯誤を行った技術・哲学・宗教思想・実利追求などの固まりとされる。
現代英語で「ヘルメースの術」（hermetic art）は、錬金術を指す。中世ヨーロッパではヘルメース哲学が、錬金術や医学的伝統などと合わさり広まっていた。
錬金術の起源は、古代エジプトや古代ギリシアに求められる。錬金術は、ヘレニズム文化の中心であった紀元前のエジプトのアレクサンドリアからイスラム世界に伝わり発展した。万物は四元素から構成されていると考えたアリストテレスら古代ギリシアの哲学者の物質観は、中世アラビアの錬金術に多大な影響をもたらした。12世紀には、イスラム錬金術がラテン語訳されてヨーロッパで盛んに研究されるようになった。
錬金術の試行の過程で、硫酸・硝酸・塩酸など現在の化学薬品の多くが発見されており、実験道具が発明された。17世紀後半になると、錬金術師でもあった化学者のロバート・ボイルが四元素説を否定、アントワーヌ・ラヴォアジェが著書で33の元素や「質量保存の法則」を発表するに至った。これらの成果は、現在の化学に引き継がれている。歴史学者フランシス・イェイツは、16世紀の錬金術が17世紀の自然科学を生み出した、と指摘した。

## 語源
語源については、通説は定まっていない。
英語の Alchemy（アルケミー）はアラビア語 Al kimiya に由来し、Al はアラビア語の定冠詞（英語では the に相当）であり、この技術がイスラム経由で伝えられたという歴史的経緯を示す。chemyは、
1. エジプトの地の意の Kham（聖書でもHamとして使われた）から、Khemeia はエジプトの術の意味だという。
2. 古希: χυμός 希: Khumos（植物の汁の意）で、古希: χημεία 希: Khemeia は汁を抽出する術の意味だという。

## 歴史

### 古代ギリシア

古代ギリシアの四元素説

錬金術の源は古代エジプトや古代ギリシアに求められる。1828年、エジプトのテーベで古代の墓地からギリシア語で書かれたパピルスが発掘された。これらは現在所蔵する都市の名をとって「ライデンパピルス（Leyden Papyrus）」「ストックホルムパピルス（Stockholm Papyrus）」と呼ばれている。3世紀頃に書かれたとみられるこれらのパピルスには、金や銀に別の金属を加えて増量する方法や染色法が記述されている。

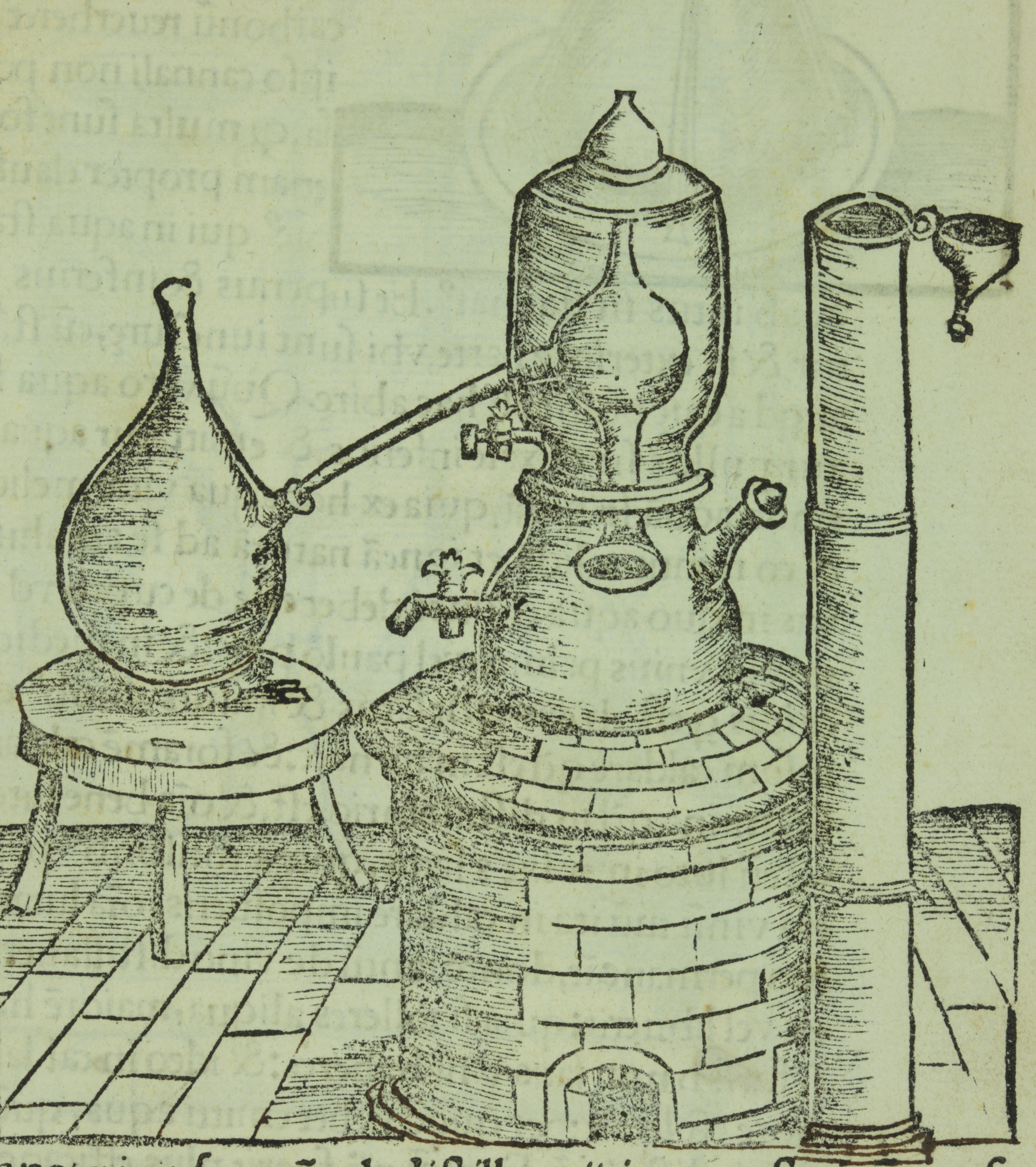
錬金術で使用されたバン・マリ

4世紀初めのアレクサンドリアの錬金術師、パノポリスのゾシモス（ゾーシモス）は膨大な著作を残したとされ、現在に残っているものも多い。ユダヤ婦人マリアは4世紀頃の錬金術師で、密閉した容器に金属片を入れて蒸気を当てるケロタキス（kerotakis）という装置を発明したとされ、今も「バン・マリ」（bain-marie、湯煎）の名で残っている。しかしこの時代の錬金術には、賢者の石やエリクサーは登場しない。

### 中世アラビア語圏における錬金術
7世紀にアラビア半島の一角で誕生したイスラムは、その信徒の共同体の支配する地域が短期間で拡大した。支配地域の行政には、聖典の言語であるアラビア語が用いられ、のちには支配地域内に豊富に存在した学術書もアラビア語へ翻訳されるようになった。2-3世紀に書かれたヘルメス文書や、4世紀のゾシモスの著作、5-6世紀の新プラトン主義的文献といった、錬金術に関わるエジプトのギリシア語文献も、8-9世紀のおよそ200年ほどの短期間に集中的にアラビア語へ翻訳された:17-26。
翻訳の時代が終わり、9世紀の終わり頃から10世紀の初め頃になると、ジャービル文献と呼ばれる著者をジャービル・ブン・ハイヤーンという人物に擬した文書群や、ムハンマド・ブン・ザカリーヤー・ラーズィーというペルシア人の著作群が編纂された。ジャービル文書の実際の著者らはイスマーイール派というシーア派の秘教的分派の信奉者のようであり、文書中にはイスマーイール派の特異な魔術的・数秘術的・占星術的・生物学的考察が垣間見える。ジャービルとラーズィー以後も、イブン・ウマイル（10世紀）、カーシー（11世紀）、トゥグラーイー（12世紀）といった錬金術師が著作を書き、エジプトのジルダキー（14世紀）は先人たちの研究成果を総括する著作を書いた。17世紀後半、オスマン朝の宮廷医師サーリフ・ブン・ナスルッラー・サッルームはパラケルススの思想を伝統医術に導入しようとした。これは錬金術が近代的な「化学」に変容しうる機会であったが、そうはならず、錬金術師たちは「賢者の石」探しに終始した。
中世アラビア語圏における「錬金術」の定義は様々であるが、劣位の金属を変成（transmutation）させて高位の金属を得ることがテーマの技術であり、岩石学や鉱物学に近いが厳密には異なった。鉄鉱石や金鉱石から鉄・金を精錬する冶金術とも異なり、ガラスや金・銀のまがい物を製造する技術でもなかった。染色や香料製造も錬金術ではなく、薬化学はこの時代にはまだ存在していない。冶金、染色、香料製造といった工芸的技術と錬金術が根本的に異なっていた点は、錬金術が理論的基礎を持っていた点である。
錬金術師たちは、多様な鉱物は本来、一性（djins）であり、複数の要因によって本質的な（dhātiyya）鉱物なり非本質的な鉱物なりになっているに過ぎないと考え、要因は定常的ではなく変更可能であるから変成は可能であると考えた。このような理論的基礎の上、錬金術師たちは、大地の奥底で数千年かかって劣位の金属が高位の金属に変成するプロセスを、加速させる技術を研究した。
人為的な変成が可能か否かについて、錬金術師ではない学者の意見は多様であった。ジャーヒズは懐疑主義的に、砂がガラスになるのに、真鍮が金に、水銀が銀にならないのは矛盾していると書いた。キンディーは、自然にこそ留保された業を人類が為すことはできないと述べたが、のちにラーズィーがこれに激しく反論した。ファーラービーは、変成は可能であるが簡単にできるようであれば通貨の価値が暴落するため、錬金術書はわざとわかりにくく書かれている、そのため不可能になっていると、錬金術を擁護した。アブー・ハイヤーン・タウヒーディーは人間に自然を模倣する能力がないと考え、イブン・スィーナーは認識論の観点から人為的な変成の不可能性を論じた。後者によると、鉱物を他の鉱物から分ける特徴的な差異（faṣūl, differentia specifia）を認識する能力が人間には備わっておらず、人間は当該特徴的な差異に付加された属性や一過性の因子を認識できるにすぎない。イブン・スィーナーの論はトゥグラーイーやジルダキーにより反論を受けた。
イブン・ハズム・アンダルスィーやイブン・タイミーヤをはじめとして、護教的・社会防衛的立場から、錬金術という業そのものを非難した学者も多い。後者の弟子イブン・カイイム・ジャウズィーヤは、イブン・スィーナーと同様に錬金術は鉱物の見かけだけを取り繕うものであると考え、さらに錬金術は通貨の価値の暴落をもたらすことによって、神により創造された世界の秩序を壊しかねないとして錬金術を非難した。
8-9世紀ごろを中心にアラビア語へ翻訳された文献、又は翻訳という体裁をとって新たに著述された文献は、ヘルメス・トリスメギストスの教えについて語るものが多い。錬金術師たちはヘルメスの信奉者であった。ヘルメスはハッラーンのサービア教徒が精神的父祖と仰ぐ預言者であり、マニ教においてもマーニーに先行する五大預言者のひとりとされる預言者である:149-150。マニ教の預言者論はイスラームのグノーシス主義的シーア派の預言者論の中にも姿を現し、ヘルメスは最初に定住民の生活を組織し、人々に様々な技術を教えるために遣わされた預言者として、預言者イドリースあるいは預言者エノクと同一視される:149-150。
サービア教徒・マニ教徒のヘルメス主義は、9世紀エジプトの錬金術師ズンヌーン・ミスリーを介してハッラージュら初期スーフィーへ、さらにのちには12世紀のスフラワルディーへと流れ込んでいった:150-151。マスィニョンによれば、一に礼拝・禁欲・祈願により神に近づきうるという信仰、二に占星術と結びついた円環的時間観、三に月下界と最高天、四元素と第五元素を対立させない、宇宙の統一性を強調する世界観といった特徴があるという:150-151。

### 西ヨーロッパの錬金術

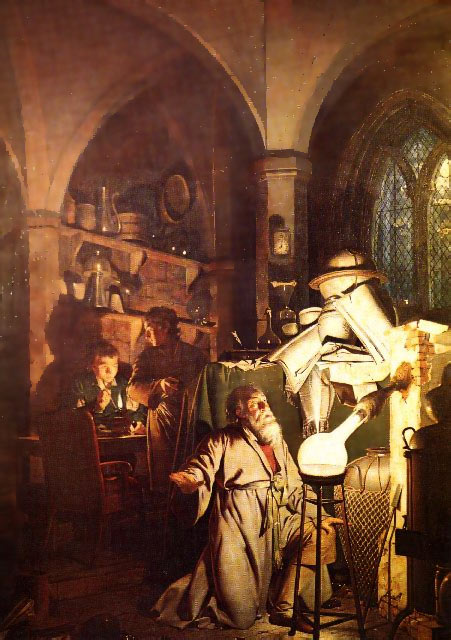
『賢者の石を求める錬金術師』ライト・オブ・ダービー作（1771年）

1144年にチェスターのロバート (Robert of Chester) が『Morienus（モリエヌス）』を『錬金術の構成の書』としてアラビア語からラテン語に翻訳したものが、西欧における最初のラテン語による錬金術書である。また、バスのアデラードも錬金術を紹介した。それから錬金術が注目を集めるようになり、13世紀以降に大きく発展した。初期の有名錬金術研究者、スコラ学者のアルベルトゥス・マグヌス（ヒ素を発見したとされる）、トマス・アクイナスやロジャー・ベーコンは金属生成の実験に関心を持ったが、彼らの実践については定かではない。多くの偽書が彼らの名に帰されたことが大きい。
13世紀には、アルベルトゥス・マグヌスが『鉱物書』において、自分で錬金術をおこなったが金、銀に似たものができるにすぎないと述べており、金を作ることに対して疑問が出されていた。後世に数々の検証から、マグヌスの理論は正しかったことが実証されることとなる。

### ルネサンス期の錬金術
16世紀ルネサンス期に、錬金術は最盛期を迎えた。錬金術師が増え、印刷術により先人の書物が広まった。
ルネサンス期の有名な医師・錬金術師にパラケルススがいる。彼はアリストテレスの四大説を引き継ぎ、アラビアの三原質（硫黄、水銀、塩）の結合により、完全な物質であるアルカナが生成されるとした。なお、ここでいう塩、水銀、硫黄、金などの用語は、現在の元素や化合物ではなく象徴的な表現と解釈する必要がある。彼を祖とする、不老長生薬の発見を目的とする一派はイアトロ化学(iatrochemistry)派と呼ばれた。またゲオルク・アグリコラが「キミア(chymia)」の語を広範に用いたことで、錬金術は秘教的な実践を指すようになり、薬剤や経験主義の長い伝統の「化学」と区別されるようになった。
神聖ローマ皇帝ルドルフ2世は身分や国籍を問わず錬金術師を厚遇した。プラハの宮殿にはヨーロッパ各地から錬金術師、科学者、占星術師、魔術師、芸術家が集まり、小さな大学のような雰囲気だった。宮廷を訪ねた錬金術師は予備試験に合格すると皇帝の前に通され、そこで珍しい実験を実演すると相応の褒賞が与えられた。イギリス人のジョン・ディーとエドワード・ケリーもプラハに滞在した。錬金術師たちはヨーロッパ中を駆け巡ったが、捕らえられ、錬金術の秘密を告白するよう拷問されて死んだものもいた。この時代を代表する動きは、ドイツではじまった薔薇十字団の活動である。薔薇十字団は『友愛団の名声（1614年）』『友愛団の告白（1615年）』という文書を発表した。ともに賢者の石による金変成を「偽金作り」と糾弾し、真の錬金術の目標は病人を治療する新しい医療化学、人々を叡智に導き、神と人間の世界を改革することとされた。『クリスチャン・ローゼンクロイツの化学の結婚（1616年）』は、団の開祖とされるローゼンクロイツを主人公とする錬金術的幻想小説である。
16世紀は偽の錬金術師も急増した。錬金術書を偽造する、偽の金を売り売り捌く者があらわれた。何より彼らは実験に成功することなく具体的な成果を上げられず、徐々に錬金術は疑惑の目にさらされるようになった。

### 17世紀
17世紀のイギリスではヘルメス思想を軸とする薔薇十字錬金術に対して、実践的な化学派の錬金術が生まれた。代表的なものが、サミュエル・ハートリブを中心とするハートリブサークルである。サークルにはロバート・ボイル、ジョージ・スターキーらがいた。彼らが私淑していたのが、ベルギーの錬金術師ヤン・パブティスタ・ファン・ヘルモントであった。デカルト学派から、神が作った金属は姿を変えない、天地創造の時から少しも変わらないという主張が錬金術理論を崩壊させ、化学へと向かう。ただし錬金術師たちはなおも健在で、その中にはアイザック・ニュートンもいた。17世紀末までに錬金術の実践的な側面は化学となり、錬金術師は化学者として差異化するようになった。

### 18世紀-19世紀
数々の検証から錬金術は否定的に扱われ、化学の成立と移行につながった。神秘学、隠秘学としての錬金術はカリオストロやサンジェルマン伯爵、薔薇十字団により続けられた。
19世紀初頭には、ジョン・ドルトンが原子論を発表した。ドルトンは「原子論5つの原則」に於いて、「化学反応は、原子と原子の結合の仕方が変化するだけで、新たに原子が生成したり、消滅したり、異なる他の原子に変化することはない」とした。これにより、錬金術の技法では化学的手段を用いても卑金属から金などの貴金属を精錬することができないことが判明し、錬金術は完全に疑似科学または非科学的理論として化学から分離されることとなった。

### 20世紀
長らく途絶えてきた錬金術は、フルカネッリの著作『大聖堂の秘密』『賢者の住居』で再び脚光を浴びた。フルカネッリは自分の正体を明かさなかったが、弟子のウージェーヌ・カンスリエは積極的に錬金術の教えを広めた。この影響で、ヨーロッパ各地で錬金術専門誌が発行された。

### インドの錬金術
インド錬金術の歴史は、紀元前1000年頃から紀元前500年頃にかけてインドで編纂されたヴェーダに端を発し、紀元前4世紀のカウティリヤの実利論も錬金術にふれている。インドの練金術者は、27人の達人の名前が「ラサラトナ・サムッチャヤ」という本に記載され、その中に龍樹が含まれる。龍樹には「龍樹菩薩薬方」「龍樹菩薩養生方」「龍樹菩薩和香方」「龍樹眼論」などの著述がある。この「眼論」により、龍樹が眼科医の祖とされることもある。「ラサラトナーカラ」というベンガルで発見された錬金術のタントラ（密教）の写本は、大乗仏教のタントラである。これらと中国仏教の三蔵の中に見出せるものと比較すると、他の金属を金に変えるハータカという薬液や石汁ともいわれる山水シャイローダカなどが共通しており、中国の錬金術との類似点となっている。これらは、インドのものが中国に密教とともに伝わったのではないかとされている。これに次ぐ錬金術書としては、カルカッタのアジア協会の図書館に秘蔵されている「ラサールナヴァカルパ」がある。
インド錬金術については、タントラ教やインド伝統医学も影響を与えたとされる。
水銀は通常は液体であって人間の精神と同様に流動的であるが、固形化されると、人間の精神集中をもたらすという。

### 中国の錬金術

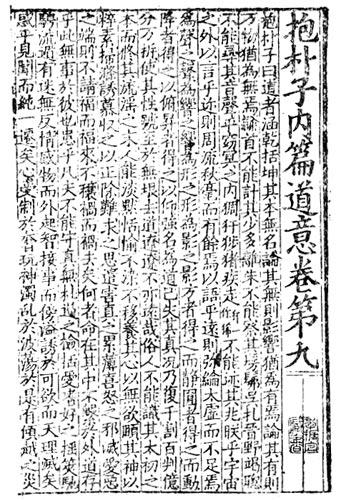
『抱朴子』内篇

中国では『抱朴子』などによると、金を作ることには「仙丹の原料にする」・「仙丹を作り仙人となるまでの間の収入に充てる」という2つの目的があったとされている。辰砂などから冶金術的に不老不死の薬・「仙丹（せんたん）」を創って服用し仙人となることが主目的となっている。これは「煉丹術（錬丹術、れんたんじゅつ）」と呼ばれている。厳密には、化学的手法を用いて物質的に内服薬の丹を得ようとする外丹術である。
仙丹を得るという考え方は同一であるが、気を整える呼吸法や瞑想等の身体操作で、体内の丹田において仙丹を練ることにより仙人を目指す内丹術とは区別される。

## 錬金術の思想

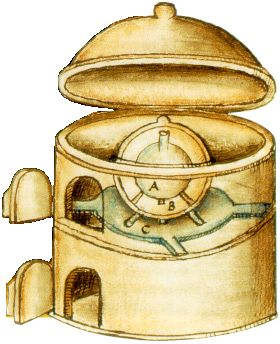
アタノール。中に「哲学者の卵」フラスコがある。

### 賢者の石
錬金術における最大の目標は、賢者の石を創り出す(あるいは見つけ出す)ことだった。賢者の石は、非金属を金などの貴金属に変え、人間を不老不死にすることができる究極の物質と考えられた。また後述の通り、神にも等しい智慧を得るための過程の一つが賢者の石の生成とされた。
賢者の石を作る「大いなる業」には、「湿った道（湿潤法）」と「乾いた道（乾式法）」の2種類があった。「湿った道」は材料を「哲学者の卵」と呼ばれる水晶でできた球形のフラスコに入れて密閉、外的条件が整ったら「アタノール（en:Athanor）」という炉で加熱する方法で、完成まで長い期間、少なくとも40日を要したが、ヨーロッパの錬金術においてもっともよく行われた。「乾いた道」は土製のるつぼだけを用いてわずか4日間で完成させるもので、実験を行う環境に恵まれなかった錬金術師たちが用いた。
この作業で材料は黒、白、赤と色を変える。賢者の石は、赤くかなり重い、輝く粉末の姿であらわれるとされた。この賢者の石を、水銀や熱して溶かした鉛や錫に入れると大量の貴金属に変じたという。赤い石は卑金属を金に、白い石は卑金属を銀に変えるとされた。

### エリクサー
エリクサー（錬金霊液、エリクシル）は、賢者の石と同じように金属変成や病気治癒を可能にする霊薬である。ジャービルは、エリクサーを瀕死の病人に飲ませ容態を回復させたと伝えられている。パラケルススは錬金術の知識を医学に応用し、人間の健康を守る薬を求めた。

### 錬金術文書
ヘルメス・トリスメギストス（3倍もの偉大なヘルメスという意味）は錬金術の始祖であり、錬金術の守護神とされた。『ヘルメス文書』は、ヘルメス・トリスメギストスの著作とされる文書で、その数は3万冊を超えるといわれる。紀元前3世紀から紀元後3世紀までの6世紀にわたって書かれたとされており、実際は匿名の複数の著者による文書をまとめたものである。文書には、デモクリトスの原子論、アリストテレスの四元素説など随所にギリシャ哲学の影響が見られる。
『エメラルド・タブレット』は『ヘルメス文書』の中で、もっともよく知られている短い文献である。錬金術師たちはヘルメス自らがエメラルドの板に刻み、ヘルメスの墓地から発見されたと信じた。実際は10世紀頃のアラビア語文献の翻訳で、さらにその元は4世紀ごろのギリシア語文献と推測されている。

### 宇宙観
錬金術の宇宙観は、マクロコスモスとミクロコスモス（天上界=マクロ、地上界=ミクロ）は対応関係があるというものだった。金属変成実験というミクロコスモスはマクロコスモスという世界の構造が映し出され、実験とともに世界の仕組みを明らかにできるとされた。
またホムンクルスのように無生物から人間を作ろうとする技術も、一般の物質からより完全な存在に近い魂を備えた人間を作り出すという意味で錬金術と言える。
錬金術に携わる研究者を錬金術師と呼ぶ。特に高等な錬金術師は、霊魂の錬金術を行い神と一体化すると考えられたので、宗教や神秘思想の趣きが強くなった。

## 錬金術と化学

### 影響
現代人の視点からは、化学で卑金属を金に変性しようとする錬金術師の試みは否定される。だが歴史を通してみれば、錬金術は古代ギリシアの学問を応用したものであり、その時代においては正当な学問の一部であった。そして他の学問同様、錬金術も実験を通して発展し各種の発明、発見が生み出され、旧説、旧原理が否定され、ついには科学である化学に生まれ変わった。これは歴代の錬金術師の貢献なくしてはありえなかったともいえる。文献からは、成立し始めた自然科学が錬金術を非科学的として一方的に排斥しているわけではなく、むしろ両者が共存していたことが見てとれる。様々な試行錯誤を行う錬金術による多様な分離精製の事例は、化学にとって格好の研究材料であった。

錬金術師たちは、俗にイメージされるような、魔法使いやマッドサイエンティストのような身なり・研究一辺倒の生活をしていたのではなく、他の職業を持ちながら錬金術の研究も行う人物も多く存在していた。例えば万有引力の発見で知られるアイザック・ニュートンも、錬金術に深く関わり膨大な文献を残した一人である。最近ではこれらの文献を集めた研究書も刊行されるなど、いわば錬金術的世界観の再評価が行われていると言える。

### 錬金術の成果

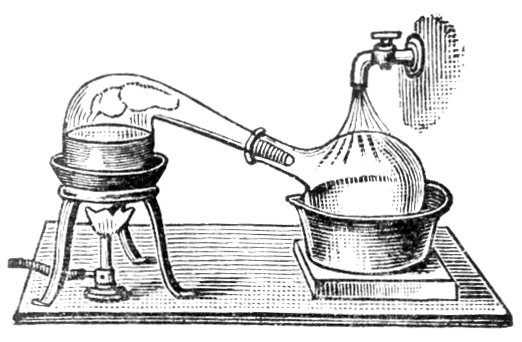
アランビック

蒸留の技術（中東、紀元前2世紀頃）
アランビック蒸留器の発明（ジャービル・イブン＝ハイヤーンが考案したとされる）とそれによる高純度アルコールの精製、さらに天然物からの成分単離は化学分析、化学工業への道を開いた。日本では江戸時代にランビキの名で使用された。
火薬の発明（中国、7 - 10世紀頃）
中国の煉丹術師の道士が仙丹の製作中、硫黄と硝酸、木炭を混合して偶然発明したといわれる。のちに西洋に伝わる。
硝酸、硫酸、塩酸、王水の発明（中東、8 - 9世紀頃）緑礬や明礬などの硫酸塩鉱物と硝石を混合、蒸留して硝酸を得た。錬金術師ジャービル・イブン＝ハイヤーンは、緑礬や明礬などの硫酸塩鉱物を乾留して硫酸を得、硫酸と食塩を混合して塩酸を得、塩酸と硝酸を混合して王水を得た。
磁器の製法の再発見（ヨーロッパ、18世紀）
ヨーロッパでは磁器を中国・日本から輸入しており、非常に高価な物だった。それをヨーロッパで生産する方法を再発見したのは錬金術師である。ザクセン選帝侯フリードリヒ・アウグスト1世が錬金術師ヨハン・フリードリッヒ・ベトガーに研究を命じ、ベトガーは1709年に白磁の製造に成功した。

## その他

### 錬金術とユング
心理学者カール・グスタフ・ユングは錬金術に注目し、『心理学と錬金術』なる著書を書いた。その本の考察の末にユングが得た構図は、錬金術（のみならずいっさいの神秘主義というもの）が、実は「対立しあうものの結合」を目指していること、そこに登場する物質と物質の変化のすべてはほとんど心の変容のプロセスのアレゴリーであること、また、そこにはたいてい「アニマとアニムスの対比と統合」が暗示されていることである。

### 錬金術と文芸作品
神秘的、超自然的要素を含んだ錬金術は文芸術作品（漫画、小説）においても、特にスペキュレイティブ・フィクションというファンタジーやサイエンス・フィクションなどのジャンルに大きな影響を与えた。神話や伝説をベースとし、現実世界とは大きくかけ離れた世界観を持つファンタジー作品において、魔術と並ぶ空想の能力の一つとなった。また、通常の科学技術と並立し超科学的な分野として確立している例もあり、作品ごとに詳細かつ複雑に体系化されていった。さらにはアニメやゲームなどの娯楽のメディアにも錬金術の要素を組み込んだり、題材とすることが多い。

## 現代の科学による金の生成

周期表上の金の位置

卑金属から貴金属を生成することは、原子核物理学の進展によって一応実現した。採算は合わないが現在では可能とされている。

### 核分裂によるもの
金よりも原子番号が一つ大きい水銀の同位体196Hgに中性子線を照射すれば、原子核崩壊によって197Auに変わる。 1924年9月20日に長岡半太郎がこの「核を攪乱」する方法による水銀還金の研究を発表した。
1980年にアメリカの化学者、グレン・シーボーグ（英: Glenn T. Seaborg(英語版) ）が、卑金属（貧金属）のビスマスを金へ転換することに成功。

### 加速器によるもの
2025年にCERNが大型ハドロン衝突型加速器（LHC）で鉛を金に変換する実験に成功し、一瞬だけ極微量の金原子核が生成された。

## 日本語の「錬金術」
「金」の字を「金銭」と解釈し、株式や不動産投資などの利殖行為、または違法行為（悪徳商法や不公正な株式取引など）で利益を上げることを「錬金術」に例えることがある。

## 錬金術師および関係のある人物の一覧
比喩的に魔術師とも呼ばれる人物を含む
- ヘルメス・トリスメギストス
- 偽「テュアナのアポロニオス」（バリヌス（英語版））
- ユダヤ婦人マリア（英語版、ギリシア語版） - 伝説では錬金術の創始者とされる。
- パノポリスのゾシモス（ギリシア語版、アラビア語版、英語版） - 著作が残る古代ギリシアの錬金術師。
- ジャービル・イブン＝ハイヤーン - 中世ヨーロッパの錬金術に多大な影響を及ぼす。
- アル・ラーズィー
- チェスターのロバート
- バスのアデラード
- アルベルトゥス・マグヌス
- ライムンドゥス・ルルス
- アルナルドゥス・デ・ビラ・ノバ
- ルペシッサのヨハネス
- ニコラ・フラメル
- クリスチャン・ローゼンクロイツ
- ジル・ド・レイ
- フランソワ・プレラーティ
- トマス・ノートン（英語版）
- パラケルスス - 後の賢者の石の伝承の元となった人物。
- ゲオルグ・ファウスト - ゲーテの『ファウスト』にも登場する。
- ハインリッヒ・クンラート（英語版）
- ジョン・ディー
- エドワード・ケリー
- ミヒャエル・センディヴォギウス（英語版）
- ミヒャエル・マイヤー（英語版）
- ロバート・フラッド
- ヤン・ファン・ヘルモント
- ヨハン・ヴァレンティン・アンドレーエ
- ゲオルク・バレシュ（英語版）
- ヨハン・ベッヒャー
- ヘニッヒ・ブラント
- ヨハン・フリードリッヒ・ベトガー
- バシリウス・ヴァレンティヌス（英語版）
- アイザック・ニュートン
- カリオストロ
- サンジェルマン伯爵
- フルカネリ（フランス語版、英語版）

## 関連書籍

### 著名な書
- ヘルメス文書
- 『沈黙の書（フランス語版、英語版）』（羅: Mutus Liber）
- 『太陽の輝き（ドイツ語版、英語版）』 - 1582年のドイツにおいて中世低地ドイツ語（ドイツ語版、英語版）で出版された錬金術史上、最もカラフルな書物。
- 『エメラルド・タブレット』
- 『昇りゆく曙光（ラテン語版、英語版）』（羅: Aurora consurgens） - 15世紀にラテン語で記された書物。
- 『永遠の叡智の円形劇場(Amphitheatrum Sapientiae Aeternae)』 - 1609年 ハインリッヒ・クンラート著

### 原典の邦訳
- 『沈黙の書／ヘルメス学の勝利』白水社〈ヘルメス叢書〉、1993年。ISBN 4560022895。
- 『自然哲学再興 ヘルメス哲学の秘法』白水社〈ヘルメス叢書〉、1993年。ISBN 4560022879。
- フラメル, ニコラ『象形寓意図の書 賢者の術概要・望みの望み』白水社〈ヘルメス叢書〉、1993年。ISBN 4560022852。
- クラッセラーム, マルク＝アントニオ『闇よりおのずからほとばしる光』白水社〈ヘルメス叢書〉、1994年。ISBN 4560022917。
- 『賢者の石について 生ける潮の水先案内人』有田忠郎編訳、白水社〈ヘルメス叢書〉、1994年。ISBN 4560022909。
- 『立昇る曙 中世寓意錬金術絵詞』大橋喜之編訳、八坂書房、2020年

### 2次文献
歴史研究
- 祢宜田久男「物質間の愛憎 : 親和力の概念形成」『広島経済大学研究論集』第6巻第1号、広島経済大学経済学会、1983年6月、1-10頁、CRID 1050014282713843840、ISSN 0387-1444、2024年3月18日閲覧。
- 三浦伸夫「科学史研究の新潮流 アラビア錬金術史の研究動向」『化学史研究』第24巻第3号、化学史学会、1997年11月、193-204頁、CRID 1520009408706171904、ISSN 03869512、NAID 10002700645、2024年3月18日閲覧。
- 平井浩「西欧中世・近世化学史の研究動向」『科学史研究』第40巻第218号、日本科学史学会、2001年、65-74頁、CRID 1390570543474790912、doi:10.34336/jhsj.40.218_65、ISSN 00227692、NAID 110006439160、2024年3月18日閲覧。
- 平井浩「蒸留技術とイスラム錬金術」『Aromatopia』第10巻第5号、東京 : フレグランスジャーナル社、2001年、28-32頁、ASIN B00JYJW1FK、CRID 1521417755197692544、ISSN 09184295、国立国会図書館書誌ID:5922800。
- 平井浩「蒸留術とルネサンスの錬金術　エリクシルから第五精髄、そしてアルカナへ」『aromatopia』第11巻第4号、フレグランスジャーナル社、2002年7月25日。＝ キンドル版、2014年。
- ローレンス・M・プリンチーペ（英語版） 著、ヒロ・ヒライ 訳『錬金術の秘密：再現実験と歴史学から解きあかされる「高貴なる技」』勁草書房、2018年。ISBN 978-4326148301。
- 菊地原洋平『パラケルススと魔術的ルネサンス』勁草書房〈BH叢書〉、2013年。ISBN 4326148276。

ユング系
- ユング, カール・グスタフ 著、池田紘一・鎌田道生 訳『心理学と錬金術』 1巻、人文書院、1976年。ISBN 4409330071。
- ユング, カール・グスタフ 著、池田紘一・鎌田道生 訳『心理学と錬金術』 2巻、人文書院、1976年。ISBN 440933008X。
- オダージンク, V. ウォルター 著、湯浅泰雄 訳『瞑想とユング心理学』創元社、1997年。ISBN 4422111930。
- フォン・フランツ, マリー＝ルイズ 著、垂谷茂弘 訳『ユング思想と錬金術 錬金術における能動的想像』人文書院、2000年。ISBN 4409330470。
- ユング, カール・グスタフ 著、松田誠思 訳『ユング 錬金術と無意識の心理学』講談社〈講談社+α新書〉、2002年。ISBN 4062721392。

神秘学
- アルフレッド・モーリー （フランス語版、英語版） 著、有田忠郎 訳『魔術と占星術』白水社〈ヘルメス叢書〉、1993年。ISBN 4560022860。
- 文藝春秋 編『オカルティズムへの招待―西欧“闇”の精神史 黒魔術、錬金術から秘密結社まで』〈文春文庫ビジュアル版〉1993年。ISBN 4168104109。
- 吉村正和『フリーメイソンと錬金術―西洋象徴哲学の系譜』人文書院、1998年。ISBN 4409030523。

一般もの
- 吉田光邦『錬金術 仙術と科学の間』中央公論社〈中公新書〉、1963年。ISBN 4-12-100009-9。
  - 中央公論新社〈中公文庫〉、2014年。ISBN 978-4-12-205980-1。
- F・S・テイラー（英語版） 著、平田寛・大槻真一郎 訳『錬金術師―近代化学の創設者たち』人文書院、1978年。ISBN 4409030299。
- 平田寛 『錬金術の誕生 : 科学史とその周辺』 恒和出版、1981年。全国書誌番号:81041117。
- 澁澤龍彦 『魔法のランプ』 立風書房、1982年。全国書誌番号:83001942。
  - 白水社〈新編ビブリオテカ澁澤龍彦〉版、1988年。ISBN 4560045399。
  - 学研M文庫版、2002年。ISBN 4059040029。
- 種村季弘『黒い錬金術』白水社、1986年。ISBN 978-4560049006。
  - 白水Uブックス版、1991年。ISBN 978-4560073162。
- 高藤聡一郎『仙道錬金術 房中の法』学習研究社、1992年。ISBN 4054000479。
- 澤井繁男『錬金術 宇宙論的生の哲学』講談社〈講談社現代新書〉、1992年。ISBN 4061491288。
- 澤井繁男『魔術と錬金術』筑摩書房〈ちくま学芸文庫〉、2000年。ISBN 4480085890。
- 草野巧『図解 錬金術』新紀元社〈F‐Files No.004〉、2006年。ISBN 477530433X。